# Giải Passano
Giải Passano là một giải thưởng khoa học của Quỹ Passano dành cho những nhà nghiên cứu Hoa Kỳ có công trình nghiên cứu xuất sắc trong lãnh vực Y học.
Giải này đặt theo tên Edward Boetler Passano, được thành lập năm 1945 và được trao hàng năm. Nhiều người được trao giải Passano sau đó đã đoạt giải Nobel.
Từ năm 1975, Quỹ Passano cũng trao một giải thưởng cho các nhà nghiên cứu lâm sàng hoặc các nhà nghiên cứu trẻ.

## Những người đoạt giải
- 2014 Jeffrey I. Gordon
- 2013 Rudolf Jaenisch
- 2012 Eric N. Olson
- 2011 Elaine Fuchs
- 2010 David Julius
- 2009 Irving L. Weissman
- 2008 Thomas C. Südhof
- 2007 Joan Massagué
- 2006 Napoleone Ferrara
- 2005 Jeffrey M. Friedman
- 2003 Andrew Fire (đoạt giải Nobel Sinh lý và Y khoa năm 2006)
- 2002 Alexander Rich
- 2001 Seymour Benzer
- 2000 Giuseppe Attardi, Douglas C. Wallace
- 1999 Elizabeth Blackburn (đoạt giải Nobel Sinh lý và Y khoa năm 2009), Carol Greider (đoạt giải Nobel Sinh lý và Y khoa năm 2009)
- 1998 H. Robert Horvitz (đoạt giải Nobel Sinh lý và Y khoa năm 2002)
- 1997 James E. Darnell, Jr.
- 1996 Leland H. Hartwell (đoạt giải Nobel Sinh lý và Y khoa năm 2001)
- 1995 Robert G. Roeder, Robert Tjian
- 1994 Bert Vogelstein
- 1993 Jack L. Strominger, Don Craig Wiley
- 1992 Charles Yanofsky
- 1991 William S. Sly, Stuart Kornfeld
- 1990 Alfred G. Gilman (đoạt giải Nobel Sinh lý và Y khoa năm 1994)
- 1989 Victor A. McKusick
- 1988 Edwin G. Krebs (đoạt giải Nobel Sinh lý và Y khoa năm 1992), Edmond H. Fischer (đoạt giải Nobel Sinh lý và Y khoa năm 1992)
- 1987 Irwin Fridovich
- 1986 Albert Lester Lehninger, Eugene Patrick Kennedy
- 1985 Howard Green
- 1984 Peter C. Nowell
- 1983 J. Michael Bishop (đoạt giải Nobel Sinh lý và Y khoa năm 1989), Harold E. Varmus (đoạt giải Nobel Sinh lý và Y khoa năm 1989)
- 1982 Roscoe O. Brady, Elizabeth F. Neufeld
- 1981 Hugh O. McDevitt
- 1980 Seymour Solomon Kety
- 1979 Donald F. Steiner
- 1978 Michael Stuart Brown (đoạt giải Nobel Sinh lý và Y khoa năm 1985), Joseph L. Goldstein (đoạt giải Nobel Sinh lý và Y khoa năm 1985)
- 1977 Curt P. Richter
- 1976 Roger Guillemin (đoạt giải Nobel Sinh lý và Y khoa năm 1977)
- 1975 Henry G. Kunkel
- 1974 Seymour S. Cohen, Baruch Samuel Blumberg (đoạt giải Nobel Sinh lý và Y khoa năm 1976)
- 1973 Roger W. Sperry (đoạt giải Nobel Sinh lý và Y khoa năm 1981)
- 1972 Kimishige Ishizaka, Teruko Ishizaka
- 1971 Stephen W. Kuffler
- 1970 Paul C. Zamecnik
- 1969 George H. Hitchings (đoạt giải Nobel Sinh lý và Y khoa năm 1988)
- 1968 John E. Howard
- 1967 Irvine H. Page
- 1966 John T. Edsall
- 1965 Charles Brenton Huggins (đoạt giải Nobel Sinh lý và Y khoa năm 1966)
- 1964 Keith R. Porter, George E. Palade (đoạt giải Nobel Sinh lý và Y khoa năm 1974)
- 1963 Horacs W. Magoun
- 1962 Albert H. Coons
- 1961 Owen H. Wangensteen
- 1960 Rene J. Dubos
- 1959 Stanhope Bayne-Jones
- 1958 George W. Corner
- 1957 Williams M. Clark
- 1956 George N. Papanicolaou
- 1955 Vincent du Vigneaud (đoạt giải Nobel Hóa học năm 1955)
- 1954 Homer W. Smith
- 1953 John Franklin Enders (đoạt giải Nobel Sinh lý và Y khoa năm 1954)
- 1952 Herbert M. Evans
- 1951 Philip Levine, Alexander S. Wiener
- 1950 Edward Calvin Kendall (đoạt giải Nobel Sinh lý và Y khoa năm 1950), Philip Showalter Hench (đoạt giải Nobel Sinh lý và Y khoa năm 1950)
- 1949 Oswald T. Avery
- 1948 Alfred Blalock, Helen B. Taussig
- 1947 Selman Waksman (đoạt giải Nobel Sinh lý và Y khoa năm 1952)
- 1946 Ernest W. Goodpasture
- 1945 Edwin J. Cohn

## Những người đoạt Passano lâm sàng hoặc nhà nghiên cứu Y học trẻ
- 2014 Jeffrey I. Gordon
- 2013 Rudolf Jaenisch
- 2012 Eric N. Olson
- 2011 Gloria Reeves, Adam Hartman, Aravindan Kalandaivilu
- 2010 Marlis Gonzalez-Fernandez, Nilofer Azad, Afshin Parsa
- 2009 Mahendra Damarla, Jason Farrar, Ikwunga Wonodi
- 2008 Thomas E. Lloyd, Edward Schaefer, Wilbur H. Chen
- 2007 Rachel Damico, Andrew Mammen, Susanna Scafidi
- 2006 Frances L. Johnson, Brett Morrison, Alfredo Quiñones-Hinojosa
- 2005 Bradley J. Goldstein, David J. Kouba, Wells Messersmith, Jennifer L. Payne, Sangeeta D. Sule
- 2003 Francesco Saverio Celi, Joseph Mark Savitt, Tao Wang
- 2002 Andrew P. Lane, Louise D. McCullough, Eric J. Rashba
- 2001 Michael Polydefkis, Cornelia Liu Trimble
- 2000 Nancy E. Braverman, Kathryn Rae Wagner
- 1999 Jeffery D Hasday, Carlos A. Pardo-Villamizar
- 1998 Patrice Becker, Thomas L. Pallone, Rudra Rai
- 1997 Henry T. Lau, Ellen S. Pizer
- 1996 Atul Bedi, Ursula Wesselmann, Tzyy-Choou Wu
- 1995 Lora Hedrick, Nathen E. Crone
- 1994 Jeffrey Balser, Rajiv Ratan
- 1992 Tom Curran
- 1991 Roger Tsien (đoạt giải Nobel Hóa học năm 2008)
- 1990 Matthew P. Scott
- 1989 Louis M. Kunkel
- 1988 Peter Walter
- 1987 Jeremy Nathans
- 1986 James E. Rothman
- 1985 Mark M. Davis
- 1984 Thomas Cech (đoạt giải Nobel Hóa học năm 1989)
- 1983 Gerald M. Rubin, Allan C. Spradling
- 1982 Roger D. Kornberg (đoạt giải Nobel Hóa học năm 2006)
- 1981 William A. Catterall, Joel Moss
- 1979 Richard Axel (đoạt giải Nobel Sinh lý và Y khoa năm 2004)
- 1978 Robert J. Lefkowitz
- 1977 Eric A. Jaffe
- 1976 Ralph A. Bradshaw
- 1975 Joan A. Steitz